# Ґура-над-Нотецьою
Ґура-над-Нотецьою (пол. Góra nad Notecią, нім. Guhren, 1939-45: Netzguhren) — село в Польщі, у гміні Чарнкув Чарнковсько-Тшцянецького повіту Великопольського воєводства.
Населення — 518 осіб (2011).
У 1975-1998 роках село належало до Пільського воєводства.

## Демографія
Демографічна структура станом на 31 березня 2011 року:
|          | Загалом | Допрацездатний вік | Працездатний вік | Постпрацездатний вік |
| -------- | ------- | ------------------ | ---------------- | -------------------- |
| Чоловіки | 274     | 60                 | 192              | 22                   |
| Жінки    | 244     | 48                 | 142              | 54                   |
| Разом    | 518     | 108                | 334              | 76                   |